# Jan Wagenaar (pianist)
Johannes Arnoldus Hendricus Wagenaar, aangeduid als Jan Wagenaar jr., (Utrecht, 5 maart 1896 – Amersfoort, 15 november 1959) was een Nederlands pianist, organist en beiaardier.
Hij werd geboren in het gezin van organist/beiaardier Johannes Arnoldus Hendricus Wagenaar (Jan Wagenaar sr.) en Elisabeth Helena Brouwer. Zijn grootvader was Johannes Arnoldus Hendrikus Wagenaar en overgrootvader was Arnoldus Wagenaar, beiden ook organist, de eerste ook beiaardier. Hijzelf was getrouwd met Wilhelmina Verheij. Op 17 september 1957 werd hij benoemd tot ridder in de Orde van Oranje-Nassau. Hij is begraven op Den en Rust te Bilthoven.
Jan Wangenaar jr. kreeg samen met Willem Pijper muzieklessen van Johan Wagenaar, (geen familie) aan het Utrechtse Muziekschool van Toonkunst Utrecht.  Daarna studeerde hij verder in Parijs bij Marcel Ciampi en Ricardo Vines. Hij was voor dertig jaar dirigent van de oratoriumvereniging Kerkgezang en startte met dat koor de traditie van uitvoeringen van de Mattheuspassie in Utrecht. Voorts was hij net als zijn voorouders organist van de Pieterskerk. Daarnaast leidde hij een koor uit Baarn en gaf les aan de genoemde muziekschool. Hij volgde in 1937 zijn vader op als beiaardier van de Dom van Utrecht. Als pianist maakte hij onderdeel uit van het Utrechts Sextet. Hij was lid van de Koninklijke Nederlandse Vereniging van Toonkunstenaars.
Jan Wagenaar liet in Carillon ook een compositie voor carillon na. Ter nagedachtenis aan hem werd op 21 november 1959 dat werk op de klokken van de Domtoren uitgevoerd worden alsook Wagenaars setting van Psalm 75.
Enkele concerten:
- 21 februari 1918: Tivoli Utrecht: Utrechts Symfonie Orkest o.l.v. Jan van Gilse, waarbij Jan Wagenaar de Variations symophoniques speelde van César Franck, gerecenseerd door Willem Pijper, waarbij hem een van de sterkste en gaafste pianotalenten noemde
- januari /februari 1927: Concertgebouw, Amsterdam: Kleine Zaal: recital door Beb Bos Janszen (cello) en Jan Wagenaar
- 7 maart 1951: Tivoli Utrecht: Mattheuspassie met Corry Bijster, Annie Hermes, Otto Couperus, Theo Baylé, John van Kesteren, Frans van Grinsven, Hans Philips, Willem Hickman, Kerkgezang, Utrechts Symfonie Orkest, alles onder leiding van Jan Wagenaar.